# アルブレヒト3世 (ザクセン選帝侯)

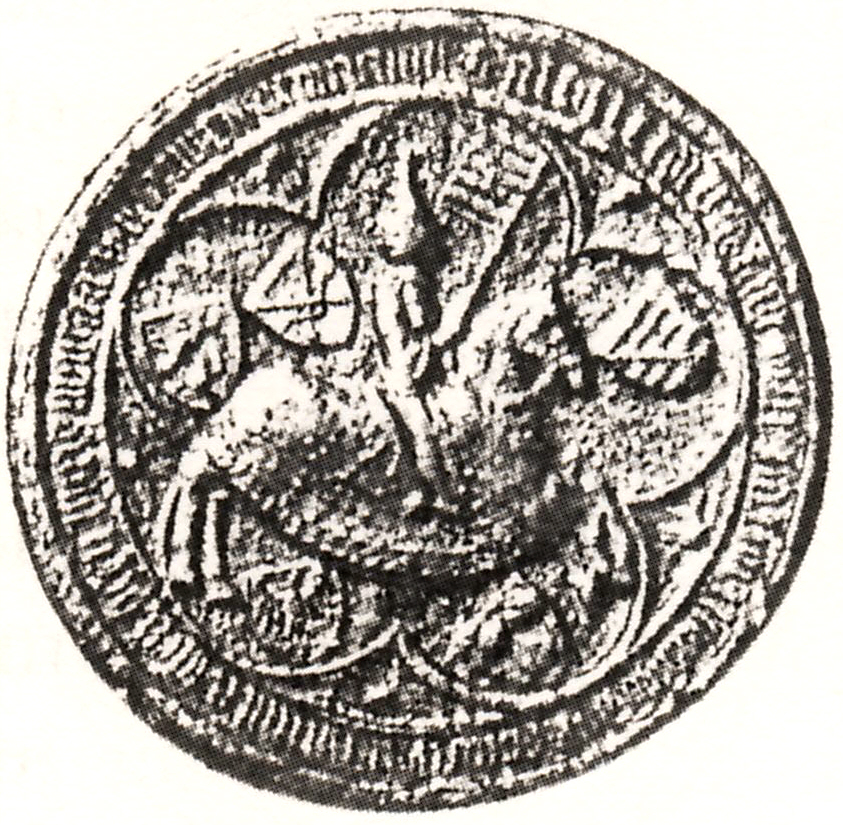
アルブレヒト3世のシール

アルブレヒト3世（Albrecht III., Kurfürst von Sachsen, 1375/80年 - 1422年11月12日以前）は、ザクセン＝ヴィッテンベルク公でザクセン選帝侯および神聖ローマ帝国の国家元帥（Erzmarschall）（在位：1419年 - 1422年）。アルブレヒト3世の死により、アスカニア家のザクセン＝ヴィッテンベルク公家は断絶した。

## 生涯
アルブレヒトは、ザクセン選帝侯ヴェンツェルとツェツィーリエ・ダ・カッラーラとの間の末息子である。父ヴェンツェルが1388年に死去した時、その領地と地位は長兄ルドルフ3世が継承した。1419年に兄ルドルフ3世が毒殺されたが、兄には男子継承者がいなかったためアルブレヒト3世が公領と選帝侯位を継承した。継承後、アルブレヒトはこれまでの多くの戦争で領地が疲弊し、国庫が空であるとわかった。このためアルブレヒトは召使を満足に雇うことができず、非常に孤独な一生を送り、「アルブレヒト貧乏公」と言われた。収入を増やすため、1421年にアルブレヒトはヴィッテンベルクの町と市場の地代を巡って争った。この権利は町が何代にもわたって保持してきたものであり、アルブレヒトは市民と軍事衝突を起こした。最終的に、ブランデンブルク選帝侯フリードリヒ1世が仲裁に入った。フリードリヒ1世は、統治者であるアルブレヒトに対する市民の行いは適切ではないと判断したが、アルブレヒトへの謝罪を条件に、権利を市民に与えるとした。統治3年目に、アンナブルガー・ハイデで妻と夜に狩猟をし、その後滞在した農家で火事にあった後、アルブレヒトは死去した。火事の炎は夫妻のすぐ近くまで迫り、夫妻は夜着のまま窓から何とか逃げることができたが、何人かの召使が火事で死んだ。アルブレヒトはこの火事で大きなショックを受け、数日後にヴィッテンベルクで死去し、ブランシスコ会教会に埋葬された。
アルブレヒトには子がなく、アスカニア家のザクセン＝ヴィッテンベルク公家はアルブレヒトの死により断絶した。ザクセン＝ヴィッテンベルク公領と選帝侯位は1423年に、ヴェッティン家のマイセン辺境伯フリードリヒ1世に与えられた。

## 結婚
1420年1月14日、オレシニツァ公コンラト3世スタルィの娘エウフェミアと結婚したが、2人の間に子はなかった。エウフェミアは1422年、アルブレヒトの死後にリーベンヴェルダの城を寡婦財産として受け取り、1432年にアンハルト＝デッサウ侯ゲオルク1世と再婚した。